# Venus Doom
Albums de HIM
Uneasy Listening Vol. 2
(2007) Digital Versatile Doom
(2008)
Venus Doom est le sixième album studio du groupe finlandais de rock HIM sorti le 14 septembre 2007.

## Liste des pistes
1. Venus Doom
2. Love In Cold Blood
3. Passion's Killing Floor
4. The Kiss Of Dawn
5. Sleepwalking Past Hope
6. Dead Lovers' Lane
7. Song Or Suicide
8. Bleed Well
9. Cyanide Sun

Contenu de l'édition limitée
1. Love In Cold Blood (Special K Rmx)
2. Dead Lovers' Lane (Special C616 Rmx)
3. Bleed Well (Acoustic Version)

## Classements hebdomadaires
| Classement (2007)                  | Meilleure place |
| ---------------------------------- | --------------- |
| Allemagne (Media Control AG)       | 3               |
| Australie (ARIA)                   | 32              |
| Autriche (Ö3 Austria Top 40)       | 9               |
| Belgique (Flandre Ultratop)        | 69              |
| Danemark (Tracklisten)             | 39              |
| Espagne (Promusicae)               | 22              |
| États-Unis (Billboard 200)         | 12              |
| États-Unis (Hard Rock Albums)      | 1               |
| Finlande (Suomen virallinen lista) | 2               |
| Italie (FIMI)                      | 20              |
| Norvège (VG-lista)                 | 22              |
| Nouvelle-Zélande (RIANZ)           | 38              |
| Pays-Bas (Mega Album Top 100)      | 36              |
| Royaume-Uni (UK Albums Chart)      | 31              |
| Royaume-Uni (Rock & Metal Albums)  | 1               |
| Suède (Sverigetopplistan)          | 12              |
| Suisse (Schweizer Hitparade)       | 5               |

## Certifications
| Pays                    | Certification |
| ----------------------- | ------------- |
| Finlande (IFPI Finland) | Or            |
| Grèce (IFPI Greece)     | Or            |